# Roberto Herrera (presentador)
Roberto Herrera Reyes (Las Palmas de Gran Canaria, 23 de febrero de 1970) es un presentador de televisión español.

## Biografía
Nace en el barrio de La Isleta, en Las Palmas de Gran Canaria. Posteriormente se muda al barrio de La Paterna, concretamente a la calle Ruperto Chapi, donde vive con sus padres. Estudia en el Colegio 18 de Julio, ahora llamado Colegio Drago. Por aquél entonces comienza participando en "Escala en hi-fi" y como cantante en el grupo infantil "Juego Arena", con el fin de recaudar fondos para el viaje de fin de curso. Participa posteriormente en galas junto a Lea Zafrani y el periodista David Hatchuell, quienes le dan muchas lecciones de profesionalidad.
Comienza su carrera profesional en el programa Viva el carnaval de RTVE, donde tiene la oportunidad de colaborar por primera vez. 
También colabora en Onda Televisión Maspalomas, donde Adela Ramallo le da su primera oportunidad televisiva, presentando programas como Carnaval te quiero o Terraza verano. Posteriormente pasa por Canal 9 y Televisión Canaria.
En 1999 se incorpora a RTVE Canarias, donde primero presenta Nuestras cosas y desde 2001 hasta 2006 presenta el programa magacín Ven y quédate, siendo entonces uno de los creadores y eligiendo el nombre del espacio, que cosecha una alta audiencia y lo convierte en uno de los rostros más conocidos de las Islas.  
Por Ven y quédate pasaron numerosos artistas de éxito, así como otras personalidades. 
En aquella época es jurado de Miss Venezuela. Paralelamente, en 2001 presentó con Eloísa González desde Gáldar (Las Palmas), las primeras campanadas emitidas por Televisión Española desde Canarias.  En 2006, Carlos Castilla lo sustituye en Ven y quédate y en 2007, tras obtener la fijeza en RTVE, pasa a formar parte de la redacción de Telecanarias, los servicios informativos de la cadena
En 2008, gracias al buen entendimiento de Televisión Española y Televisión Canaria, donde ya había sido redactor, aparece como presentador del programa de carnaval ¡Ay mi cabeza! de esta última cadena. En 2010 colabora en el magacín diario Canarias Mediodía, de Televisión Española en Canarias, que presenta Jéssica Déniz. 
En abril de 2012 se incorpora al equipo de La mañana con Mariló Montero, donde hace todas las conexiones de Canarias con la unidad móvil, trabajo en el que se mantiene unos siete meses. Anteriormente había estado trabajando en el equipo de +Gente.
El 19 de noviembre de 2012 comienza a dirigir y presentar el magacín de entretenimiento Cerca de ti. Con este espacio el presentador vuelve a las mañanas de la televisión pública tras seis años trabajando como redactor en los servicios informativos.
También es creador del programa Mamá quiero triunfar estrenado el 14 de diciembre de 2013 en TVE Canarias. El programa que cuenta con la dirección artística de Israel Reyes, se encarga de descubrir nuevas voces entre los niños del Archipiélago.
Fue el primer presentador de la Gala Drag Queen de Las Palmas de Gran Canaria, un evento que se incluyó en el programa del Carnaval de Las Palmas de Gran Canaria en el año 1998. En total ha conducido la gala en 12 ocasiones (1998-2000; 2003; 2006; 2010; 2012-2013; 2017; 2020; 2022-2023) y ha presentado 13 veces la Gala Drag Queen de preselección. En 2021 debido a la cancelación del Carnaval por la pandemia de COVID-19, presentó la gala El Carnaval vive en tu corazón. 
Dentro del Carnaval de Las Palmas de Gran Canaria, ha presentado una vez la Gala de la Reina (2008), en la que llegó a participar años atrás siendo miembro de la comparsa Maracaibo y después como ayudante de las reinas y también presentó la Gala de la Reina Infantil (1989) y en 2020, fue pregonero del 45.° Carnaval de Las Palmas de Gran Canaria. También ha presentado en varias ocasiones la Gala Drag Queen del Carnaval Internacional de Maspalomas y formó parte del jurado para la gala Elección de la Reina del Carnaval de Santa Cruz de Tenerife en 2023.
En 2019 fue nombrado Hijo Predilecto de Las Palmas de Gran Canaria.

## Campanadas de fin de año
Se ha convertido en el presentador habitual de las campanadas de fin de año de RTVE Canarias, emitidas por televisión para todo el territorio nacional por La 1, TVE Internacional y Radio Nacional de España. 
Desde que TVE emitiera en 2001 por primera vez las campanadas desde Canarias, sólo ha dejado de presentarlas en tres ocasiones. En 2004 las campanadas fueron presentadas desde San Sebastián de La Gomera (Santa Cruz de Tenerife), por Domingo Álvarez y Leire González; en 2006 fueron presentadas desde Tegueste (Santa Cruz de Tenerife) por Miguel González Santos y en 2018 debido a un resfriado, no pudo estar en la retransmisión, siendo sustituido a última hora por Miguel Ángel Guerra.
| Intervalo | Acompañante       | Desde                                                 | Cadenas                                                                                               |
| --------- | ----------------- | ----------------------------------------------------- | --- |
| 2001/02   | Eloísa González   | Gáldar (Las Palmas)                                   | La 2, La 1 y La 2 Canarias                                                                            |
| 2002/03   | Eloísa González   | La Guancha (Santa Cruz de Tenerife)                   | La 2, La 1 y La 2 Canarias                                                                            |
| 2003/04   | Eloísa González   | Santa Lucía de Tirajana (Las Palmas)                  | La 2, La 1 y La 2 Canarias                                                                            |
| 2005/06   | Davinia Gloria    | Playa de Las Canteras (Las Palmas de Gran Canaria)    | La 2, La 1 y La 2 Canarias                                                                            |
| 2007/08   | Jéssica Déniz     | Playa de Las Canteras (Las Palmas de Gran Canaria)    | La 1, La 2, La 1 y La 2 Canarias y TVE Internacional                                                  |
| 2008/09   | Melania Valencia  | Adeje (Santa Cruz de Tenerife)                        | La 1, La 2, La 1 y La 2 Canarias y TVE Internacional                                                  |
| 2009/10   | Sonia Santana     | Maspalomas (Las Palmas)                               | La 1, La 2, La 1 y La 2 Canarias y TVE Internacional                                                  |
| 2010/11   | Jéssica Déniz     | Adeje (Santa Cruz de Tenerife)                        | La 1, La 1 y La 2 Canarias, TVE Internacional, Radio 1, Radio 5, Radio Exterior de España y RTVE Play |
| 2011/12   | Mercedes Ortega   | Muelle de Santa Catalina (Las Palmas de Gran Canaria) | La 1, La 1 y La 2 Canarias, TVE Internacional, Radio 1, Radio 5, Radio Exterior de España y RTVE Play |
| 2012/13   | Carolina González | Puerto de la Cruz (Santa Cruz de Tenerife)            | La 1, La 1 y La 2 Canarias, TVE Internacional, Radio 1, Radio 5, Radio Exterior de España y RTVE Play |
| 2013/14   | Patricia Yurena   | Maspalomas (Las Palmas)                               | La 1, La 1 y La 2 Canarias, TVE Internacional, Radio 1, Radio 5, Radio Exterior de España y RTVE Play |
| 2014/15   | Jose Toledo       | Casino de Tenerife (Santa Cruz de Tenerife)           | La 1, La 1 y La 2 Canarias, TVE Internacional, Radio 1, Radio 5, Radio Exterior de España y RTVE Play |
| 2015/16   | Jose Toledo       | Teror (Las Palmas)                                    | La 1, La 1 y La 2 Canarias, TVE Internacional, Radio 1, Radio 5, Radio Exterior de España y RTVE Play |
| 2016/17   | Paloma Lago       | Candelaria (Santa Cruz de Tenerife)                   | La 1, La 1 y La 2 Canarias, TVE Internacional, Radio 1, Radio 5, Radio Exterior de España y RTVE Play |
| 2017/18   | Jose Toledo       | Agüimes (Las Palmas)                                  | La 1, La 1 y La 2 Canarias, TVE Internacional, Radio 1, Radio 5, Radio Exterior de España y RTVE Play |
| 2019/20   | Ruth Lorenzo      | Playa de Las Canteras (Las Palmas de Gran Canaria)    | La 1, La 1 y La 2 Canarias, TVE Internacional, Radio 1, Radio 5, Radio Exterior de España y RTVE Play |
| 2020/21   | Ana Guerra        | Casino de Tenerife (Santa Cruz de Tenerife)           | La 1, La 1 y La 2 Canarias, TVE Internacional, Radio 1, Radio 5, Radio Exterior de España y RTVE Play |
| 2021/22   | Nieves Álvarez    | Fuencaliente de La Palma (Santa Cruz de Tenerife)     | La 1, La 1 y La 2 Canarias, TVE Internacional, Radio 1, Radio 5, Radio Exterior de España y RTVE Play |
| 2022/23   | NIA               | Gáldar (Las Palmas)                                   | La 1, La 1 y La 2 Canarias, TVE Internacional, Radio 1, Radio 5, Radio Exterior de España y RTVE Play |
| 2023/24   | NIA               | Santa Úrsula (Santa Cruz de Tenerife)                 | La 1, La 1 y La 2 Canarias, TVE Internacional, Radio 1, Radio 5, Radio Exterior de España y RTVE Play |
| 2024/25   | NIA               | Arucas (Las Palmas)                                   | La 1, La 1 y La 2 Canarias, TVE Internacional, Radio 1, Radio 5, Radio Exterior de España y RTVE Play |